# Jesse L. Lasky

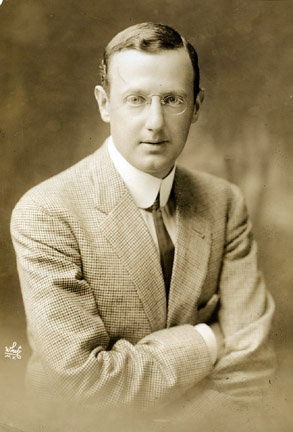
Jesse L. Lasky (1915)

Jesse Louis Lasky (* 13. September 1880 in San Francisco, Kalifornien, USA; † 13. Januar 1958 in Hollywood, Kalifornien, USA) war ein US-amerikanischer Filmproduzent.

## Karriere
Er begann seine Karriere in der Unterhaltungsbranche beim Vaudeville-Theater. Seine Schwester Blanche heiratete Samuel Goldwyn und 1913 gründete er gemeinsam mit seinem Schwager und mit Cecil B. DeMille die Filmproduktionsgesellschaft Jesse L. Lasky Feature Play Company. Mit geringen Mitteln mieteten sie eine Scheune und schufen 1914 den Film The Squaw Man, der heute als erster Film der Paramount gilt.

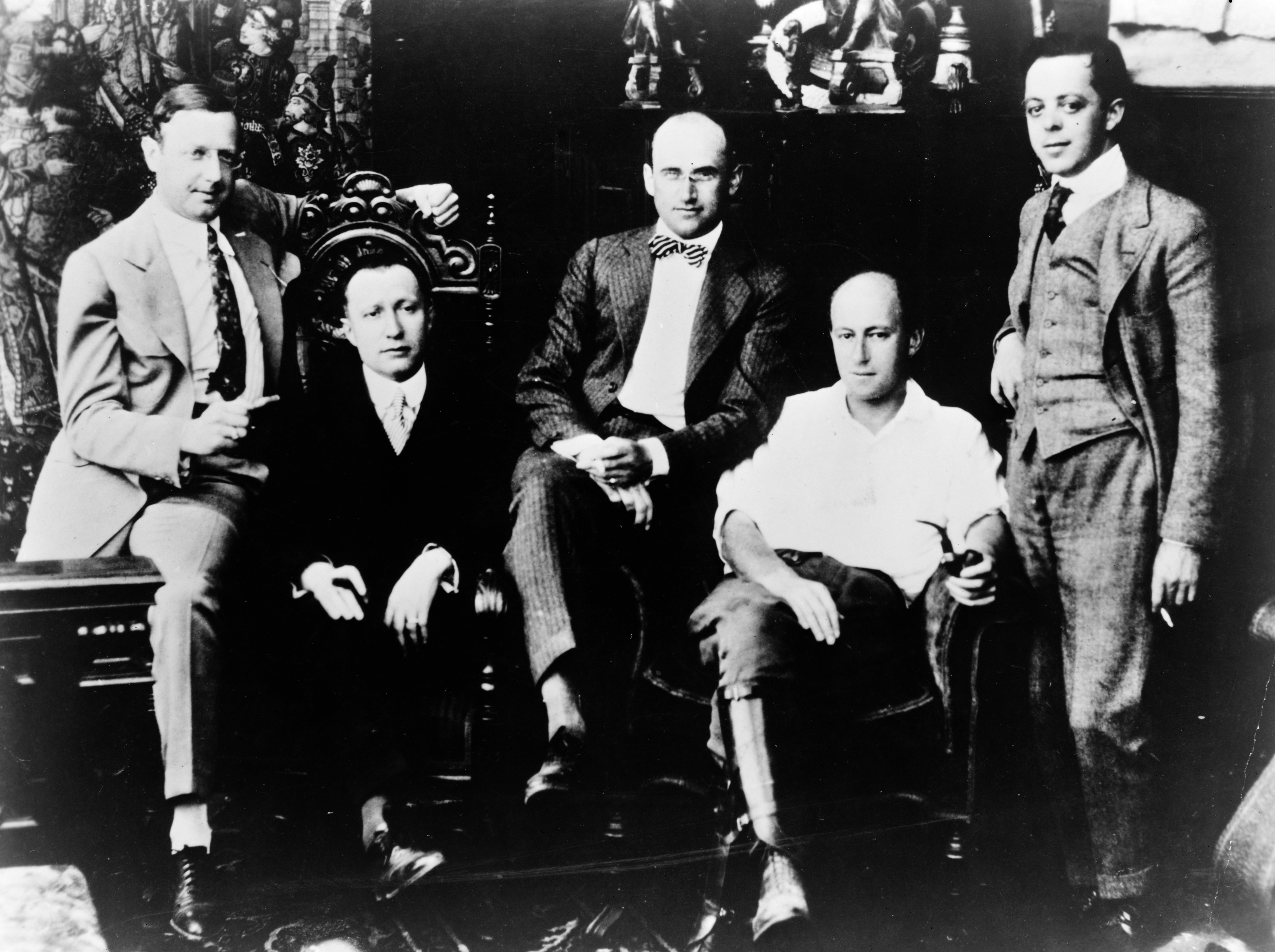
Publicityfoto der Paramountgründung 1916
(v. l. n. r.) Jesse L. Lasky, Adolph Zukor, Samuel Goldwyn, Cecil B. DeMille, Al Kaufman

1916 vereinigte sich die Filmgesellschaft mit Adolph Zukors Famous Players Film Company zur Famous Players-Lasky Corporation und sie bauten ein großes Studiogelände in Astoria in der Nähe von Manhattan. Sie wurde zugleich Hauptanteilseigner von William Wadsworth Hodkinsons Paramount Pictures.
1927 gehörte Jesse L. Lasky zu den 36 Gründern der Academy of Motion Picture Arts and Sciences. Mit der Depressionszeit Anfang der 1930er Jahre kam die Famous Players-Lasky Company in finanzielle Schwierigkeiten. Jesse L. Lasky wurde Partner von Mary Pickford und sie produzierten einige Jahre lang Filme bis Pickford die Geschäftsbeziehung auflöste. Lasky fand einen Produzentenjob in einem großen Studio, bis er 1945 wieder seine eigene Produktionsfirma gründete. Seine letzte Filmproduktion stammt aus dem Jahr 1951. 1957 veröffentlichte er seine Autobiografie I Blow My Own Horn.
Jesse L. Laskys Sohn Jesse Lasky, Jr. (1908–1988) wurde ein erfolgreicher Drehbuchautor.

## Filmografie (Auswahl)
- 1915: The Cheat
- 1919: Don’t Change Your Husband
- 1919: Zustände wie im Paradies (Male and Female)
- 1920: Terror Island
- 1921: Anatol, der Frauenretter (The Affairs of Anatol)
- 1922: Das Piratenschiff (Moran of the Lady Letty)
- 1922: Der junge Maharadscha (The Young Rajah)
- 1922: Blut und Sand (Blood and Sand)
- 1923: Menschen zweier Welten (The Call of the Canyon)
- 1924: Die Bluthochzeit der Castros (A Sainted Devil)
- 1924: Eine namenlose Geschichte (The Story Without A Name)
- 1924: Triumph (Triumph)
- 1924: Cobra
- 1925: Die Tat ohne Zeugen (That Royle Girl)
- 1925: Madame Sans-Gêne
- 1925: Die Erbin des Holzkönigs (The Ancient Highway)
- 1925: Der Wanderer (The Wanderer)
- 1925: Das verschwundene Brillantencollier (Paths to Paradise)
- 1926: Blutsbrüderschaft (Beau Geste)
- 1926: Der Schrecken der Steinwüste (Desert Gold)
- 1926: Ein Ende mit Schrecken (Sea Horses)
- 1926: Die Farm auf dem Hügel (The Enchanted Hill)
- 1927: Das gewisse Etwas (It)
- 1927: Ein Bandit von Ehre (Jesse James)
- 1927: Bin ich ihr Typ? (Get Your Man)
- 1927: Geständnisse einer Frau (The Woman on Trial)
- 1927: Scheidung vor der Ehe (Honeymoon Hate)
- 1928: Das Geheimnis einer Stunde (The Secret Hour)
- 1928: Das zweite Leben (Three Sinners)
- 1928: Die Dame aus Moskau (The Woman From Moscow)
- 1930: Paramount-Parade (Paramount on Parade)
- 1933: Ich bin Susanne (I Am Suzanne!)

## Auszeichnungen
Für seinen Beitrag zur US-amerikanischen Filmindustrie wurde er mit einem Stern auf dem Hollywood Walk of Fame bei 6433 Hollywood Blvd geehrt. Lasky Drive in Beverly Hills, Kalifornien wurde nach ihm benannt.